# Teslim Balogun Stadium
Teslim Balogun Stadium – stadion w Nigerii, w Lagos. Jego pojemność wynosi 24 325 widzów. Został oddany do użytku w 1984 roku.
Swoje mecze w roli gospodarza rozgrywa na nim klub First Bank F.C.. W 2009 roku był wykorzystywany na potrzeby Mistrzostw Świata U-17.